# Pleuraphodius natalensis
Pleuraphodius natalensis är en skalbaggsart som beskrevs av Rudolph Petrovitz 1964. Pleuraphodius natalensis ingår i släktet Pleuraphodius och familjen Aphodiidae. Inga underarter finns listade i Catalogue of Life.